# Tityus engelkei
Espèce
Tityus engelkei est une espèce de scorpions de la famille des Buthidae.

## Distribution
Cette espèce est endémique du département de Magdalena en Colombie. Elle se rencontre vers Santa Marta.

## Description
Le mâle syntype mesure 77 mm et la femelle syntype 77 mm.

## Étymologie
Cette espèce est nommée en l'honneur de Charles Engelke.

## Publication originale
- Pocock, 1902 : « A contribution to the systematics of Scorpions. » Annals and Magazine of Natural History, sér. 7, vol. 10, p. 364-381 (texte intégral).